# Krobylos
Krobylos is een geslacht van weekdieren uit de klasse van de Gastropoda (slakken).

## Soorten
- Krobylos pomjuk Panha & Burch, 1999
- Krobylos sinensis Páll-Gergely & Hunyadi, 2015